# 8216 Melosh
8216 Melosh è un asteroide della fascia principale. Scoperto nel 1995, presenta un'orbita caratterizzata da un semiasse maggiore pari a 2,5580538 UA e da un'eccentricità di 0,2190908, inclinata di 4,26535° rispetto all'eclittica.